# Tonk
Tonk è una città dell'India di 135 663 abitanti, capoluogo del distretto di Tonk, nello stato federato del Rajasthan. In base al numero di abitanti la città rientra nella classe I (da 100 000 persone in su).

## Geografia fisica
La città è situata a 26° 10' 0 N e 75° 46' 60 E e ha un'altitudine di 288 m s.l.m.

## Società

### Evoluzione demografica
Al censimento del 2001 la popolazione di Tonk assommava a 135 663 persone, delle quali 70 135 maschi e 65 528 femmine. I bambini di età inferiore o uguale ai sei anni assommavano a 24 039, dei quali 12 544 maschi e 11 495 femmine. Infine, coloro che erano in grado di saper almeno leggere e scrivere erano 71 965, dei quali 43 840 maschi e 28 125 femmine.